# Anorí
 Anorí  là một khu tự quản thuộc tỉnh Antioquia, Colombia. Thủ phủ của khu tự quản Anorí đóng tại Anorí Khu tự quản Anorí có diện tích 1430 ki lô mét vuông. Đến thời điểm ngày 28 tháng 5 năm 2005, khu tự quản Anorí có dân số 11679 người.